# Brit Andresen
 Brit Andresen (* 1945 in Trondheim, Norwegen) ist eine norwegisch-australische Architektin und Hochschullehrerin.  Sie erhielt 2002 als erste weibliche Empfängerin die RAIA Goldmedaille des Royal Australian Institute of Architects, die ihr für ihren nachhaltigen Beitrag zur Architektur verliehen wurde.

## Leben und Werk
Andresen wurde in Norwegen geboren und zog nach Australien, wo ihr Vater von 1951 bis 1963 als Ingenieur an Wasserkraftprojekten arbeitete. Sie studierte Architektur in Trondheim in Norwegen, wo sie 1969 einen Abschluss erwarb. Während dieser Zeit erhielt sie ein niederländisch-norwegisches Stipendium zur Erforschung von Wohnsystemen bei Professor N. John Habraken in Eindhoven, Niederlande und begann anschließend in Großbritannien zu praktizieren. 1971 zog sie nach Cambridge, wo sie Architektur an der University of Cambridge lehrte und ihr eigenes Architekturbüro gründete.
1972 gewann sie in Zusammenarbeit mit Gasson Meunier Architects den Designwettbewerb für das Burrell Museum in Glasgow. Aufgrund von Finanzierungsengpässen wurde das Projekt erst einige Jahre später abgeschlossen und das Gebäude wurde von Barry Gasson Architects fertiggestellt und 1983 eröffnet.
1977 kehrte Andresen nach Australien zurück und nahm eine Lehrtätigkeit an der University of Queensland an und wurde als erste Frau an das Department of Architecture berufen. Dort lernte sie den Architekten Peter O’Gorman kennen, den sie 1980 heiratete und mit dem sie Andresen O’Gorman Architects gründete.
Neben den Universitäten in Cambridge und in Queensland hatte Andresen Lehraufträge an der Architectural Association in London und der Bristol University School of Architecture. Von 1981 bis 1983 war sie Assistenzprofessorin an der Graduate School of Architecture and Urban Planning der University of California in Los Angeles, USA, und hatte 1975 eine Gastdozentur an der Universität Malta.
2010 wurde sie nach 33-jähriger Tätigkeit an der Universität zur emeritierten Professorin an der Fakultät für Architektur der University of Queensland ernannt. Sie unterrichtet weiterhin in der Glenn Murcutt International Masterclass in Sydney.
Zu ihren Designforschungsprojekten gehören preisgekrönte Projekte, die auf der Biennale di Venezia 2010 und im Australia House Japan 2011 ausgestellt wurden. 2011 arbeitete sie mit Sir Peter Cook und seinem Architekturbüro CRAB Architecture an der Soheil Abedian School of Architecture an der Bond University zusammen.

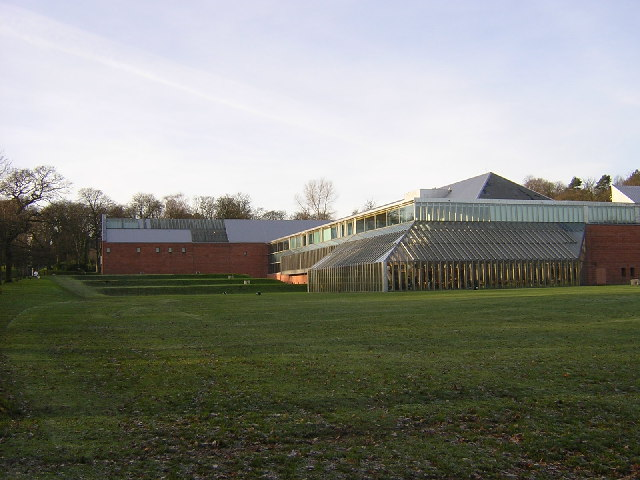
Burrell Collection, Pollok Park, Glasgow

## Auszeichnungen
- 1970: Dutch-Norwegian Research Scholarship
- 1990: Teaching Excellence Award, The University of Queensland
- 2002: Fellow des Royal Australian Institute of Architects
- 2002: RAIA Gold Medal
- 2006: Life Fellowship, Royal Australian Institute of Architects
- 2011: Gewinn des Designwettbewerb für die neue Soheil Abedian School of Architecture an der Bond University in Queensland in Zusammenarbeit mit Sir Peter Cook und Gavin Robotham[7]

## Bauten (Auswahl)
- 1972: Burrell Museum, Schottland[8]
- 1994: Ocean View Farmhouse, Queensland[9]
- 1998: Mooloomba House, Queensland[10][11]
- 1998: Rosebery House, Queensland[12]
- 2001: Fernberg Pavilion, Queensland
- 2001: Moreton Bay Houses, Queensland

## Mitgliedschaften
- 1975: Registered Architect, Registration Council, United Kingdom
- 1979: Registered Architect, Board of Architects, Queensland, Australien
- 1985: Society of Architectural Historians, Australia and New Zealand
- 1986: Royal Australian Institute of Architects

## Publikationen (Auswahl)
- mit R. Kennedy, L. Listopad, M. D. Keniger: Shade for Young Children. Brisbane: Queensland Health, 1997.
- mit L. Listopad, M. D. Keniger: Shade for public pools. Brisbane: Queensland Health, 1996.
- mit R. Kennedy, M. D. Keniger: Shade for Sports Fields. Brisbane: Bookmark Publishing, 1995.
- For the New Century: Interview with Glenn Murcutt. Architektura-murator, 3, S. 10–19, 2003.